# Purpose World Tour
Purpose World Tour és la tercera gira mundial de concerts del cantant canadenc Justin Bieber. Es va posar en marxa en suport al seu quart àlbum d'estudi, Purpose. La gira va començar el 9 de març de 2016 a Seattle i encara no s'ha anunciat una data oficial de finalització.

## Antecedents
La gira va ser anunciada l'11 de novembre del 2015 a The Ellen DeGeneres Show. Aquest mateix dia, van ser revelades 48 dates als Estats Units i el Canadà al lloc web del cantant. A causa d'una aclaparadora demanda, es van agregar més dates a Los Angeles, Atlanta, Filadèlfia, Boston, Miami i Nova York, sumant un total de 64 espectacles. El 3 d'octubre de 2016, Justin via Twitter va anunciar 5 dates per Austràlia i Nova Zelanda, països que visitarà al març de 2017. El 25 d'octubre de 2016, Justin via Twitter va anunciar 12 dates per a Amèrica Llatina programades per a febrer, març i abril de 2017, visitant Mèxic, Xile, Brasil, Perú, Equador, Colòmbia, República Dominicana, Puerto Rico, Panamà i Costa Rica; sent aquest últim país que Justin Bieber donarà el seu primer concert.

## Dates
La següent taula mostra la llista de tots els concerts, al costat de la ciutat, país i lloc corresponents; a més dels actes d'obertura, venda de tiquets i els ingressos:
| Data                   | Ciutat           | País                 | Lloc                                 | Acte d'obertura         | Tiquets venuts        | Ingrés           |
| Amèrica del Nord       | Amèrica del Nord | Amèrica del Nord     | Amèrica del Nord                     | Amèrica del Nord        | Amèrica del Nord      | Amèrica del Nord |
| ---------------------- | ---------------- | -------------------- | ------------------------------------ | ----------------------- | --------------------- | ---------------- |
| 9 de març de 2016      | Seattle          | Estats Units         | KeyArena                             | Corey Harper Moxie Raia | 12,227 / 12,227       | $1,316,780       |
| 11 de març de 2016     | Vancouver        | Canadà               | Allianz Arena                        | Corey Harper Moxie Raia | 14,648 / 14,648       | $1,337,020       |
| 13 de març de 2016     | Portland         | Estats Units         | Moda Center                          | Post Malone Moxie Raia  | 14,146 / 14,146       | $1,336,071       |
| 15 de març de 2016     | Sacramento       | Estats Units         | Sleep Train Arena                    | Post Malone Moxie Raia  | 13,786 / 13,786       | $1,311,567       |
| 17 de març de 2016     | San José         | Estats Units         | SAP Center                           | Post Malone Moxie Raia  | 13,508 / 13,508       | $1,427,847       |
| 18 de març de 2016     | Oakland          | Estats Units         | Oracle Arena                         | Post Malone Moxie Raia  | 14,828 / 14,828       | $1,548,780       |
| 20 de març de 2016     | Los Ángeles      | Estats Units         | Staples Center                       | Post Malone Moxie Raia  | 41,445 / 41,445       | $4,365,483       |
| 21 de març de 2016     | Los Ángeles      | Estats Units         | Staples Center                       | Post Malone Moxie Raia  | 41,445 / 41,445       | $4,365,483       |
| 23 de març de 2016     | Los Ángeles      | Estats Units         | Staples Center                       | Post Malone Moxie Raia  | 41,445 / 41,445       | $4,365,483       |
| 25 de març de 2016     | Las Vegas        | Estats Units         | MGM Grand Garden Arena               | Post Malone Moxie Raia  | 13,483 / 13,483       | $1,411,304       |
| 26 de març de 2016     | Fresno           | Estats Units         | Save Mart Center                     | Post Malone Moxie Raia  | 11,874 / 11,874       | $1,154,574       |
| 29 de març de 2016     | San Diego        | Estats Units         | Valley View Casino Center            | Post Malone Moxie Raia  | 11,571 / 11,571       | $1,120,203       |
| 30 de març de 2016     | Glendale         | Estats Units         | Glendale Arena                       | Post Malone Moxie Raia  | 13,550 / 13,550       | $1,319,238       |
| 2 d'abril de 2016      | Salt Lake City   | Estats Units         | Vivint Smart Home Arena              | Post Malone Moxie Raia  | 15,115 / 15,115       | $1,400,612       |
| 4 d'abril de 2016      | Denver           | Estats Units         | Pepsi Center                         | Post Malone Moxie Raia  | 13,910 / 13,910       | $1,457,492       |
| 6 d'abril de 2016      | Kansas City      | Estats Units         | Sprint Center                        | Post Malone Moxie Raia  | 13,701 / 13,701       | $1,277,252       |
| 7 d'abril de 2016      | Tulsa            | Estats Units         | BOK Center                           | Post Malone Moxie Raia  | 13,231 / 13,231       | $1,222,177       |
| 9 d'abril de 2016      | Houston          | Estats Units         | Toyota Center                        | Post Malone Moxie Raia  | 12,868 / 12,868       | $1,407,652       |
| 10 d'abril de 2016     | Dallas           | Estats Units         | American Airlines Center             | Post Malone Moxie Raia  | 14,764 / 14,764       | $1,563,920       |
| 12 d'abril de 2016     | Atlanta          | Estats Units         | Philips Arena                        | Post Malone Moxie Raia  | 25,717 / 25,717       | $2,726,349       |
| 13 d'abril de 2016     | Atlanta          | Estats Units         | Philips Arena                        | Post Malone Moxie Raia  | 25,717 / 25,717       | $2,726,349       |
| 19 d'abril de 2016     | San Luis         | Estats Units         | Scottrade Center                     | Post Malone Moxie Raia  | 15,450 / 15,450       | $1,433,791       |
| 20 d'abril de 2016     | Louisville       | Estats Units         | KFC Yum! Center                      | Post Malone Moxie Raia  | 16,496 / 16,496       | $1,513,138       |
| 22 d'abril de 2016     | Rosemont         | Estats Units         | Allstate Arena                       | Post Malone Moxie Raia  | 28,519 / 28,519       | $2,952,529       |
| 23 d'abril de 2016     | Rosemont         | Estats Units         | Allstate Arena                       | Post Malone Moxie Raia  | 28,519 / 28,519       | $2,952,529       |
| 25 d'abril de 2016     | Auburn Hills     | Estats Units         | The Palace of Auburn Hills           | Post Malone Moxie Raia  | 14,795 / 14,795       | $1,538,259       |
| 26 d'abril de 2016     | Cleveland        | Estats Units         | Quicken Loans Arena                  | Post Malone Moxie Raia  | 16,028 / 16,028       | $1,480,206       |
| 28 d'abril de 2016     | Columbus         | Estats Units         | Value City Arena                     | Post Malone Moxie Raia  | 13,919 / 13,919       | $1,331,983       |
| 29 'abril de 2016      | Washington D. C. | Estats Units         | Verizon Center                       | Post Malone Moxie Raia  | 14,917 / 14,917       | $1,551,880       |
| 4 de maig de 2016      | Brooklyn         | Estats Units         | Barclays Center                      | Post Malone Moxie Raia  | 29,470 / 29,470       | $3,075,262       |
| 5 de maig de 2016      | Brooklyn         | Estats Units         | Barclays Center                      | Post Malone Moxie Raia  | 29,470 / 29,470       | $3,075,262       |
| 7 de maig de 2016      | Filadelfia       | Estats Units         | Wells Fargo Center                   | Post Malone Moxie Raia  | 30,535 / 30,535       | $3,131,498       |
| 8 de maig de 2016      | Filadelfia       | Estats Units         | Wells Fargo Center                   | Post Malone Moxie Raia  | 30,535 / 30,535       | $3,131,498       |
| 10 de maig de 2016     | Boston           | Estats Units         | TD Garden                            | Post Malone Moxie Raia  | 28,406 / 28,406       | $2,962,651       |
| 11 de maig de 2016     | Boston           | Estats Units         | TD Garden                            | Post Malone Moxie Raia  | 28,406 / 28,406       | $2,962,651       |
| 13 de maig de 2016     | Ottawa           | Canadà               | Canadian Tire Centre                 | The Knocks Moxie Raia   | 13,697 / 13,697       | $1,297,390       |
| 14 de maig de 2016     | Quebec           | Canadà               | Videotron Centre                     | The Knocks Moxie Raia   | 14,014 / 14,014       | $1,284,730       |
| 16 de maig de 2016     | Montreal         | Canadà               | Bell Centre                          | Post Malone Moxie Raia  | 15,956 / 15,956       | $1,473,300       |
| 18 de maig de 2016     | Toronto          | Canadà               | Air Canada Centre                    | Post Malone Moxie Raia  | 31,482 / 31,482       | $2,906,010       |
| 19 de maig de 2016     | Toronto          | Canadà               | Air Canada Centre                    | Post Malone Moxie Raia  | 31,482 / 31,482       | $2,906,010       |
| 11 de juny de 2016     | Winnipeg         | Canadà               | MTS Centre                           | Moxie Raia              | 12,228 / 12,228       | $1,210,850       |
| 13 de juny de 2016     | Calgary          | Canadà               | Scotiabank Saddledome                | Post Malone Moxie Raia  | 12,944 / 12,944       | $1,269,300       |
| 14 de juny de 2016     | Edmonton         | Canadà               | Rexall Place                         | Post Malone Moxie Raia  | 13,802 / 13,802       | $1,319,790       |
| 16 de juny de 2016     | Saskatoon        | Canadà               | SaskTel Centre                       | Post Malone Moxie Raia  | 12,741 / 12,741       | $1,179,080       |
| 18 de juny de 2016     | Fargo            | Estats Units         | Fargodome                            | Post Malone Moxie Raia  | 12,451 / 12,451       | $1,177,819       |
| 19 de juny de 2016     | Minneapolis      | Estats Units         | Target Center                        | Post Malone Moxie Raia  | 14,498 / 14,498       | $1,514,540       |
| 21 de juny de 2016     | Lincoln          | Estats Units         | Pinnacle Bank Arena                  | Post Malone Moxie Raia  | 13,048 / 13,048       | $1,244,748       |
| 22 de juny de 2016     | Des Moines       | Estats Units         | Wells Fargo Arena                    | Post Malone Moxie Raia  | 13,086 / 13,086       | $1,251,093       |
| 24 de juny de 2016     | Cincinnati       | Estats Units         | U.S. Bank Arena                      | Post Malone Moxie Raia  | 12,522 / 12,522       | $1,193,105       |
| 25 de juny de 2016     | Indianàpolis     | Estats Units         | Bankers Life Fieldhouse              | Post Malone Moxie Raia  | 14,403 / 14,403       | $1,363,344       |
| 27 de juny de 2016     | Nashville        | Estats Units         | Bridgestone Arena                    | Post Malone Moxie Raia  | 14,051 / 14,051       | $1,368,341       |
| 29 de juny de 2016     | Jacksonville     | Estats Units         | Jacksonville Veterans Memorial Arena | Post Malone Moxie Raia  | 11,590 / 11,590       | $1,116,384       |
| 30 de juny de 2016     | Orlando          | Estats Units         | Amway Center                         | Post Malone Moxie Raia  | 13,282 / 13,282       | $1,273,025       |
| 2 de juliol de 2016    | Miami            | Estats Units         | AmericanAirlines Arena               | Post Malone Moxie Raia  | 27,019 / 27,019       | $2,836,286       |
| 3 de juliol de 2016    | Miami            | Estats Units         | AmericanAirlines Arena               | Post Malone Moxie Raia  | 27,019 / 27,019       | $2,836,286       |
| 6 de juliol de 2016    | Greensboro       | Estats Units         | Greensboro Coliseum                  | Post Malone Moxie Raia  | 14,832 / 14,832       | $1,421,008       |
| 7 de juliol de 2016    | Baltimore        | Estats Units         | Royal Farms Arena                    | Post Malone Moxie Raia  | 13,325 / 13,325       | $1,199,139       |
| 9 de juliol de 2016    | Newark           | Estats Units         | Prudential Center                    | Post Malone Moxie Raia  | 13,739 / 13,739       | $1,475,513       |
| 10 de juliol de 2016   | Hartford         | Estats Units         | XL Center                            | Post Malone Moxie Raia  | 11,930 / 11,930       | $1,169,815       |
| 12 de juliol de 2016   | Búfalo           | Estats Units         | First Niagara Center                 | Post Malone Moxie Raia  | 14,424 / 14,424       | $1,376,691       |
| 13 de juliol de 2016   | Pittsburgh       | Estats Units         | Consol Energy Center                 | Post Malone Moxie Raia  | 14,508 / 14,508       | $1,353,964       |
| 15 de juliol de 2016   | Atlantic City    | Estats Units         | Boardwalk Hall                       | Post Malone Moxie Raia  | 12,829 / 12,829       | $1,241,152       |
| 18 de juliol de 2016   | Nova York        | Estats Units         | Madison Square Garden                | Post Malone Moxie Raia  | 29,425 / 29,425       | $3,340,025       |
| 19 de juliol de 2016   | Nova York        | Estats Units         | Madison Square Garden                | Post Malone Moxie Raia  | 29,425 / 29,425       | $3,340,025       |
| Àsia                   |                  |                      |                                      |                         |                       |                  |
| 13 d'agost de 2016     | Chiba            | Japó                 | Makuhari Messe                       | N/A                     | —                     | —                |
| 14 d'agost de 2016     | Chiba            | Japó                 | Makuhari Messe                       | N/A                     | —                     | —                |
| Europa                 |                  |                      |                                      |                         |                       |                  |
| 20 d'agost de 2016     | Chelmsford       | Inglaterra           | Hylands House                        | N/A                     | N/A                   | N/A              |
| 21 d'agost de 2016     | Staffordshire    | Inglaterra           | Weston Park                          | N/A                     | N/A                   | N/A              |
| 8 de setembre de 2016  | Kópavogur        | Islàndia             | Kórinn                               | Vic Mensa               | 34,893 / 34,893       | $5,009,776       |
| 9 de setembre de 2016  | Kópavogur        | Islàndia             | Kórinn                               | Vic Mensa               | 34,893 / 34,893       | $5,009,776       |
| 14 de setembre de 2016 | Berlín           | Alemanya             | Mercedes-Benz Arena                  | Vic Mensa               | 13,314 / 13,314       | $1,196,419       |
| 16 de setembre de 2016 | Múnich           | Alemanya             | Olympiahalle                         | Vic Mensa               | 13,204 / 13,204       | $1,275,682       |
| 18 de setembre de 2016 | Colonia          | Alemanya             | Lanxess Arena                        | Vic Mensa               | 16,524 / 16,524       | $1,395,424       |
| 20 de setembre de 2016 | París            | França               | Bercy Arena                          | The Knocks Vic Mensa    | 32,179 / 32,179       | $2,576,668       |
| 21 de setembre de 2016 | París            | França               | Bercy Arena                          | The Knocks Vic Mensa    | 32,179 / 32,179       | $2,576,668       |
| 23 de setembre de 2016 | Bærum            | Noruega              | Telenor Arena                        | The Knocks i Mic Lowry  | 45,234 / 45,234       | $3,950,933       |
| 24 de setembre de 2016 | Bærum            | Noruega              | Telenor Arena                        | The Knocks i Mic Lowry  | 45,234 / 45,234       | $3,950,933       |
| 26 de setembre de 2016 | Helsinki         | Finlàndia            | Hartwall Areena                      | The Knocks i Mic Lowry  | 23,354 / 23,354       | $2,486,010       |
| 27 de setembre de 2016 | Helsinki         | Finlàndia            | Hartwall Areena                      | The Knocks i Mic Lowry  | 23,354 / 23,354       | $2,486,010       |
| 29 de setembre de 2016 | Estocolm         | Suècia               | Tele2 Arena                          | The Knocks i Mic Lowry  | 79,380 / 79,380       | $5,474,781       |
| 30 de setembre de 2016 | Estocolm         | Suècia               | Tele2 Arena                          | The Knocks i Mic Lowry  | 79,380 / 79,380       | $5,474,781       |
| 2 d'octubre de 2016    | Copenhague       | Dinamarca            | Parken Stadion                       | The Knocks i Mic Lowry  | 51,080 / 51,080       | $3,615,874       |
| 5 d'octubre de 2016    | Amberes          | Bèlgica              | Sportpaleis                          | The Knocks i Mic Lowry  | 37,616 / 37,616       | $2,890,082       |
| 6 d'octubre de 2016    | Amberes          | Bèlgica              | Sportpaleis                          | The Knocks i Mic Lowry  | 37,616 / 37,616       | $2,890,082       |
| 8 d'octubre de 2016    | Arnhem           | Països Baixos        | Gelredome                            | The Knocks i Mic Lowry  | 70,428 / 70,428       | $5,236,048       |
| 9 d'octubre de 2016    | Arnhem           | Països Baixos        | Gelredome                            | The Knocks i Mic Lowry  | 70,428 / 70,428       | $5,236,048       |
| 11 d'octubre de 2016   | Londres          | Inglaterra           | The O2 Arena                         | The Knocks i Mic Lowry  | Per anunciar-se       | Per anunciar-se  |
| 12 d'octubre de 2016   | Londres          | Inglaterra           | The O2 Arena                         | The Knocks i Mic Lowry  | Per anunciar-se       | Per anunciar-se  |
| 14 d'octubre de 2016   | Londres          | Inglaterra           | The O2 Arena                         | The Knocks i Mic Lowry  | Per anunciar-se       | Per anunciar-se  |
| 15 d'octubre de 2016   | Londres          | Inglaterra           | The O2 Arena                         | The Knocks i Mic Lowry  | Per anunciar-se       | Per anunciar-se  |
| 17 d'octubre de 2016   | Londres          | Inglaterra           | The O2 Arena                         | The Knocks i Mic Lowry  | Per anunciar-se       | Per anunciar-se  |
| 18 d'octubre de 2016   | Londres          | Inglaterra           | The O2 Arena                         | The Knocks i Mic Lowry  | Per anunciar-se       | Per anunciar-se  |
| 20 d'octubre de 2016   | Manchester       | Inglaterra           | Manchester Arena                     | The Knocks i Mic Lowry  | Per anunciar-se       | Per anunciar-se  |
| 21 d'octubre de 2016   | Manchester       | Inglaterra           | Manchester Arena                     | The Knocks i Mic Lowry  | Per anunciar-se       | Per anunciar-se  |
| 23 d'octubre de 2016   | Manchester       | Inglaterra           | Manchester Arena                     | The Knocks i Mic Lowry  | Per anunciar-se       | Per anunciar-se  |
| 24 d'octubre de 2016   | Birmingham       | Inglaterra           | Barclaycard Arena                    | The Knocks i Mic Lowry  | Per anunciar-se       | Per anunciar-se  |
| 26 d'octubre de 2016   | Sheffield        | Inglaterra           | Sheffield Arena                      | The Knocks i Mic Lowry  | Per anunciar-se       | Per anunciar-se  |
| 27 d'octubre de 2016   | Glasgow          | Escòcia              | The SEE Hydro                        | The Knocks i Mic Lowry  | Per anunciar-se       | Per anunciar-se  |
| 29 d'octubre de 2016   | Glasgow          | Escòcia              | The SEE Hydro                        | The Knocks i Mic Lowry  | Per anunciar-se       | Per anunciar-se  |
| 30 d'octubre de 2016   | Glasgow          | Escòcia              | The SEE Hydro                        | The Knocks i Mic Lowry  | Per anunciar-se       | Per anunciar-se  |
| 1 de novembre de 2016  | Dublín           | Irlanda              | 3Arena                               | The Knocks i Mic Lowry  | Per anunciar-se       | Per anunciar-se  |
| 2 de novembre de 2016  | Dublín           | Irlanda              | 3Arena                               | The Knocks i Mic Lowry  | Per anunciar-se       | Per anunciar-se  |
| 8 de novembre de 2016  | Viena            | Àustria              | Wiener Stadthalle                    | The Knocks i Mic Lowry  | Per anunciar-se       | Per anunciar-se  |
| 9 de novembre de 2016  | Zagreb           | Croàcia              | Arena Zagreb                         | The Knocks i Mic Lowry  | Per anunciar-se       | Per anunciar-se  |
| 11 de novembre de 2016 | Cracovia         | Polònia              | Tauron Arena                         | The Knocks i Mic Lowry  | Per anunciar-se       | Per anunciar-se  |
| 12 de novembre de 2016 | Praga            | República Txeca      | O2 Arena                             | The Knocks i Mic Lowry  | Per anunciar-se       | Per anunciar-se  |
| 14 de novembre de 2016 | Hamburgo         | Alemanya             | O2 World                             | The Knocks i Mic Lowry  | Per anunciar-se       | Per anunciar-se  |
| 16 de novembre de 2016 | Frankfurt        | Alemanya             | Festhalle                            | The Knocks i Mic Lowry  | Per anunciar-se       | Per anunciar-se  |
| 17 de novembre de 2016 | Zurich           | Suïssa               | Hallenstadion                        | The Knocks i Mic Lowry  | Per anunciar-se       | Per anunciar-se  |
| 19 de novembre de 2016 | Bolonya          | Itàlia               | Unipol Arena                         | The Knocks i Mic Lowry  | Per anunciar-se       | Per anunciar-se  |
| 20 de novembre de 2016 | Bolonya          | Itàlia               | Unipol Arena                         | The Knocks i Mic Lowry  | Per anunciar-se       | Per anunciar-se  |
| 22 de novembre de 2016 | Barcelona        | Espanya              | Palau Sant Jordi                     | The Knocks i Mic Lowry  | Per anunciar-se       | Per anunciar-se  |
| 23 de novembre de 2016 | Madrid           | Espanya              | Barclaycard Center                   | The Knocks i Mic Lowry  | Per anunciar-se       | Per anunciar-se  |
| 25 de novembre de 2016 | Lisboa           | Portugal             | MEO Arena                            | The Knocks i Mic Lowry  | Per anunciar-se       | Per anunciar-se  |
| 28 de novembre de 2016 | Londres          | Inglaterra           | The O2 Arena                         | The Knocks i Mic Lowry  | Per anunciar-se       | Per anunciar-se  |
| 29 de novembre de 2016 | Londres          | Inglaterra           | The O2 Arena                         | The Knocks i Mic Lowry  | Per anunciar-se       | Per anunciar-se  |
| Amèrica del Nord       |                  |                      |                                      |                         |                       |                  |
| 15 de febrer de 2017   | Monterrey        | Mèxic                | Estadi BBVA Bancomer                 | Per anunciar-se         | Per anunciar-se       | Per anunciar-se  |
| 18 de febrer de 2017   | Ciutat de Mèxic  | Mèxic                | Fòrum Sol                            | Per anunciar-se         | Per anunciar-se       | Per anunciar-se  |
| 19 de febrer de 2017   | Ciutat de Mèxic  | Mèxic                | Fòrum Sol                            |                         |                       |                  |
| Oceania                |                  |                      |                                      |                         |                       |                  |
| 6 de març de 2017      | Perth            | Austràlia            | Perth Oval                           | Martin Garrix           | Per anunciar-se       | Per anunciar-se  |
| 10 de març de 2017     | Melbourne        | Austràlia            | Estadi Docklands                     | Martin Garrix           | Per anunciar-se       | Per anunciar-se  |
| 13 de març de 2017     | Brisbane         | Austràlia            | Estadi Suncorp                       | Martin Garrix           | Per anunciar-se       | Per anunciar-se  |
| 15 de març de 2017     | Sydney           | Austràlia            | Estadi ANZ                           | Martin Garrix           | Per anunciar-se       | Per anunciar-se  |
| 18 de març de 2017     | Auckland         | Nova Zelanda         | Mount Smart Stadium                  | Martin Garrix           | Per anunciar-se       | Per anunciar-se  |
| Sudamérica             |                  |                      |                                      |                         |                       |                  |
| 23 de març de 2017     | Santiago         | Chile                | Estadi Nacional de Chile             | Per anunciar-se         | Per anunciar-se       | Per anunciar-se  |
| 29 de març de 2017     | Río de Janeiro   | Brasil               | Praça da Apoteose                    | Per anunciar-se         | Per anunciar-se       | Per anunciar-se  |
| 1 d'abril de 2017      | São Paulo        | Brasil               | Allianz Parc                         | Per anunciar-se         | Per anunciar-se       | Per anunciar-se  |
| 2 d'abril de 2017      | São Paulo        | Brasil               | Allianz Parc                         | Per anunciar-se         | Per anunciar-se       | Per anunciar-se  |
| 5 d'abril de 2017      | Lima             | Perú                 | Estadi Nacional del Perú             | Per anunciar-se         | Per anunciar-se       | Per anunciar-se  |
| 8 d'abril de 2017      | Quito            | Equador              | Estadi Olímpic Atahualpa             | Per anunciar-se         | Per anunciar-se       | Per anunciar-se  |
| 12 d'abril de 2017     | Bogotá           | Colòmbia             | Estadi El Campín                     | Per anunciar-se         | Per anunciar-se       | Per anunciar-se  |
| 15 d'abril de 2017     | Punta Cana       | República Dominicana | Hard Rock Hotel and Casino           | Per anunciar-se         | Per anunciar-se       | Per anunciar-se  |
| 18 d'abril de 2017     | San Juan         | Puerto Rico          | Coliseu José Miguel Agrelot          | Per anunciar-se         | Per anunciar-se       | Per anunciar-se  |
| 21 d'abril de 2017     | Panamà           | Panamà               | Plaza Figali                         | Per anunciar-se         | Per anunciar-se       | Per anunciar-se  |
| 24 d'abril de 2017     | San José         | Costa Rica           | Estadi Nacional de Costa Rica        | Per anunciar-se         | Per anunciar-se       | Per anunciar-se  |
| Total                  | Total            | Total                | Total                                | Total                   | 1,307,939 / 1,307,939 | $123,641,657     |